# Wendischbrome
Wendischbrome ist ein Ortsteil der Gemeinde Jübar der Verbandsgemeinde Beetzendorf-Diesdorf im Altmarkkreis Salzwedel in Sachsen-Anhalt.

## Geographie
Wendischbrome, ein Dreieckplatzdorf in der Altmark, liegt östlich des Oberlaufs der Ohre. Westlich und südlich des Dorfes beginnen die Naturschutzgebiete „Ohreaue“ und „Ohreaue bei Altendorf und Brome“.
Nachbarorte sind das niedersächsische Benitz im Nordwesten, Nettgau im Norden und die niedersächsischen Orte Altendorf und Brome im Süden.

## Geschichte

### Mittelalter bis Neuzeit
Wendischbrome wurde als wendische Siedlung gegründet, während sich die damaligen deutschen Siedler überwiegend in Brome bzw. Altendorf konzentrierten. Im Jahre 1420 war wendesschen Bröme wüst,
Weitere Nennungen sind 1492 dat dorp to wendischenn brome mit syner tobehorung 1541 Wendischen Brum, 1687 Wendischen Broma und 1804 Wendisch-Brome, Dorf mit Schmiede.
Wendischbrome gehörte bis 1692 zum Amt Knesebeck im Herzogtum Lüneburg, anschließend kam es zur Voigtei Steimke und später zum Salzwedelischen Kreis. Im Vertrag von Wallstawe war in der Region die Landesgrenze zwischen dem Kurfürstentum Brandenburg und dem Herzogtum Lüneburg-Celle neu geregelt worden.
Bis Mitte des 19. Jahrhunderts wurden die Toten des Dorfes auf dem Friedhof in Altendorf beerdigt, zu dem der Wendischbromer Totenweg führte.
Nach der Ziehung der innerdeutschen Grenze, die hier abschnittsweise entlang der Ohre verlief, lag Wendischbrome weniger als 100 Meter davon entfernt. Die Wendischbromer Schule wurde geschlossen. Kirchlich wurden die Wendischbromer von der evangelischen Gemeinde Jübar betreut, obwohl sie formal weiterhin zur Gemeinde Brome gehörten. 1952 und 1960 erfolgte in zwei Stufen die Kollektivierung. Da Wendischbrome in der 5-km-Sperrzone der Grenze lag, wurden viele Einwohner in der Aktion Ungeziefer (1952) und der Aktion Kornblume (1961) zwangsausgesiedelt oder flohen in den Westen, so dass die Einwohnerzahl stark sank.

### Herkunft des Ortsnamens
Heinrich Sültmann leitet den Namen ab vom mittelhochdeutschen Wort „brame, brome, breme“ für „Brombeergestrüpp, Dornsträucher“ und übersetzt „Brome“ zu „Gestrüpp“.

### Eingemeindungen
Wendischbrome gehörte ab dem Ende des 17. Jahrhunderts zum Salzwedelischen Kreis der Mark Brandenburg in der Altmark. Von 1807 bis 1808 lag es im Kanton Brome und von 1808 bis 1813 im Kanton Jübar auf dem Territorium des napoleonischen Königreichs Westphalen. Nach weiteren Änderungen kam es 1816 in den Kreis Salzwedel, den späteren Landkreis Salzwedel im Regierungsbezirk Magdeburg in der Provinz Sachsen in Preußen.
Die Gemeinde Wendischbrome wurde am 25. Juli 1952 in den Kreis Klötze umgegliedert. Am 1. Juli 1973 wurde Wendischbrome in die Gemeinde Nettgau eingemeindet. Mit der Eingemeindung von Nettgau am 1. Januar 2010 in die Gemeinde Jübar kam der Ortsteil Wendischbrome zu Jübar.

### Einwohnerentwicklung
| Jahr | Einwohner |
| ---- | --------- |
| 1734 | 052       |
| 1774 | 052       |
| 1789 | 062       |
| 1798 | 064       |
| 1801 | 064       |
| 1818 | 050       |
| 1840 | 131       |

| Jahr | Einwohner |
| ---- | --------- |
| 1864 | 146       |
| 1871 | 178       |
| 1885 | 163       |
| 1892 | [00]169   |
| 1895 | 181       |
| 1900 | [00]190   |
| 1905 | 190       |

| Jahr | Einwohner |
| ---- | --------- |
| 1910 | [00]201   |
| 1925 | 213       |
| 1939 | 207       |
| 1946 | 241       |
| 1964 | 171       |
| 1971 | 128       |
| 1988 | 077       |

| Jahr | Einwohner |
| ---- | --------- |
| 2011 | 97        |
| 2015 | [00]95    |
| 2018 | [00]83    |
| 2020 | [00]85    |
| 2021 | [00]88    |
| 2022 | [00]86    |
| 2023 | [0]82     |

Quelle, wenn nicht angegeben, bis 1971:

## Religion
Die evangelischen Christen aus Wendischbrome waren ursprünglich in Brome und Altendorf im Lüneburgischen im Konsistorialbezirk Ilfeld eingekircht. Im Jahre 1982 wurden die Kapellengemeinden Nettgau und Wendischbrome in den Kirchenkreis Beetzendorf eingegliedert und 1984 mit dem Kirchspiel Jübar verbunden. Heute gehören sie zum Pfarrbereich Beetzendorf im Kirchenkreis Salzwedel im Bischofssprengel Magdeburg der Evangelischen Kirche in Mitteldeutschland.

## Infrastruktur
Kreisstraßen führen nach Brome und Nettgau sowie Richtung Mellin. Wendischbrome ist per Rufbus der Personenverkehrsgesellschaft Altmarkkreis Salzwedel (PVGS) erreichbar.